# Silvia Poll
Silvia Úrsula Poll Ahrens (ur. 24 września 1970 w Managui) – kostarykańska pływaczka, dwukrotna olimpijka.
Na igrzyskach panamerykańskich w 1987 zdobyła 8 medali, z czego pięć indywidualnie, a trzy w sztafecie.
W 1988 reprezentowała swój kraj na igrzyskach olimpijskich w Seulu – zdobyła srebrny medal w konkurencji 200 m stylem dowolnym. Ponownie wzięła udział w olimpiadzie w 1992, tym razem bez medalu.
Jej siostra Claudia również jest medalistką olimpijską w pływaniu.